# Hipótesis (método científico)

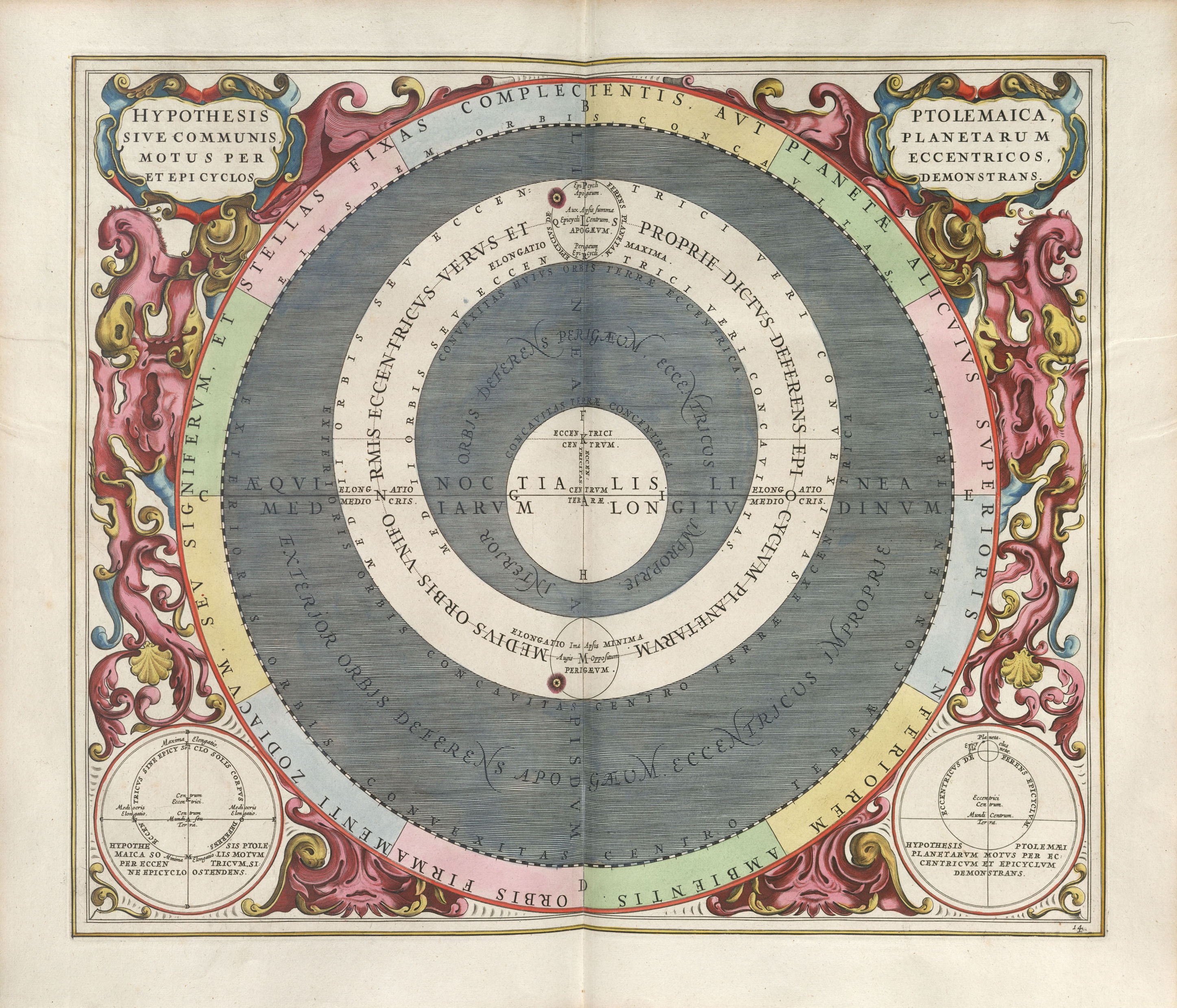
La hipótesis de Andreas Cellarius, que muestra los movimientos planetarios en órbitas excéntricas y epicíclicas.

Una hipótesis (del griego hipo, 'subordinación' o 'por debajo' y tesis, 'conclusión que se mantiene con un razonamiento') es un enunciado no verificado, que se intenta confirmar o refutar. Si es confirmada, la hipótesis se denomina enunciado verificado. La hipótesis es una conjetura que requiere una contrastación con la experiencia. Para ella no son suficientes los argumentos persuasivos, por más elaborados que sean. Nótese que de ciertas hipótesis se pueden deducir otras y, sucesivamente, se puede llegar a ciertos enunciados básicos, de observación directa.
Una hipótesis científica es una proposición aceptable que ha sido formulada a través de la recolección de información y datos, aunque no esté confirmada, sirve para responder de forma alternativa y con base científica a un problema.
Una hipótesis se puede usar como una propuesta provisional que no se pretende demostrar estrictamente, o puede ser una predicción que se debe verificar por el método científico. En el primer caso, el nivel de veracidad que se otorga a una hipótesis dependerá de la medida en que los datos empíricos apoyan lo afirmado en la hipótesis. Esto es lo que se conoce como contrastación empírica de la hipótesis o bien proceso de validación de la hipótesis. Este proceso puede realizarse mediante confirmación (para las hipótesis universales) o mediante verificación (para las hipótesis existenciales).
De esta manera, las hipótesis son las afirmaciones, acerca de las variables que determinan nuestro tema de investigación. Por ejemplo, tomando el tema de la violencia de género en la adolescencia, podríamos establecer como hipótesis que: La violencia de género en adolescentes de la localidad de "X" es a causa del consumo de alcohol. Esto no significa que tenga que ser verdadero ni que pueda ser la única causa (variable). A partir de una investigación se busca comprobar la hipótesis planteada al comienzo, y esto puede dar como resultado que sea verdadera como que no.
Un significado diferente del término hipótesis se usa en lógica formal, para denotar el antecedente de una proposición; así en la proposición "Si P, entonces Q", P denota la hipótesis (o antecedente); Q puede llamarse un consecuente. P es la suposición en una pregunta (posiblemente contrafactual) qué pasaría si. El adjetivo hipotético, que significa "que tiene la naturaleza de una hipótesis", o "que se supone que existe como consecuencia inmediata de una hipótesis", puede referirse a cualquiera de estos significados del término "hipótesis".

## Usos
En su uso antiguo, hipótesis se refería a un resumen de la trama de un drama clásico. La palabra inglesa hypothesis proviene del griego antiguo ὑπόθεσις. hipótesis cuyo sentido literal o etimológico es "poner o colocar bajo" y de ahí que en uso extendido tenga muchos otros significados, entre ellos "suposición".
En el Meno de Platón (86e-87b), Sócrates disecciona la virtud con un método utilizado por los matemáticos, el de "investigar a partir de una hipótesis".En este sentido, "hipótesis" se refiere a una idea ingeniosa o a un planteamiento matemático conveniente que simplifica engorrosos cálculoss. Cardenal Bellarmine dio un famoso ejemplo de este uso en la advertencia hecha a Galileo a principios del siglo XVII: que no debía tratar el movimiento de la Tierra como una realidad, sino meramente como una hipótesis. 
En el uso común en el siglo XXI, una hipótesis se refiere a una idea provisional cuyo mérito requiere evaluación. Para una evaluación adecuada, el autor de una hipótesis necesita definir los detalles en términos operativos. Una hipótesis requiere más trabajo por parte del investigador para confirmarla o refutarla. A su debido tiempo, una hipótesis confirmada puede convertirse en parte de una teoría o, en ocasiones, puede crecer hasta convertirse en una teoría en sí misma. Normalmente, las hipótesis científicas tienen la forma de un modelo matemático. A veces, pero no siempre, también se pueden formular como afirmaciones existenciales, afirmando que alguna instancia particular del fenómeno examinado tiene alguna característica y explicaciones causales, que tienen la forma general de afirmaciones universales, afirmando que toda instancia del fenómeno tiene una característica particular.
En la ciencia empresarial, se utiliza una hipótesis para formular ideas provisionales en un entorno empresarial. A continuación, se evalúa la hipótesis formulada, donde se demuestra que la hipótesis es "verdadera" o "falsa" a través de un verificabilidad- o falsabilidad-orientado experimento.
Cualquier hipótesis útil permitirá predicciones por razonamiento (incluido el razonamiento deductivo). Puede predecir el resultado de un experimento en un laboratorio o la observación de un fenómeno en la naturaleza. La predicción también puede invocar la estadística y hablar sólo de probabilidades. Karl Popper, siguiendo a otros, ha sostenido que una hipótesis debe ser falsable, y que no se puede considerar científica una proposición o teoría si no admite la posibilidad de que se demuestre que es falsa. Otros filósofos de la ciencia han rechazado el criterio de falsabilidad o lo han complementado con otros criterios, como la verificabilidad (por ejemplo, el verificacionismo) o la coherencia (por ejemplo, el holismo confirmacionista). El método científico implica la experimentación para probar la capacidad de alguna hipótesis para responder adecuadamente a la pregunta investigada. Por el contrario, la observación sin restricciones no tiene tantas probabilidades de plantear cuestiones inexplicadas o preguntas abiertas en la ciencia, como lo haría la formulación de un experimento crucial para poner a prueba la hipótesis. También podría utilizarse un experimento mental para poner a prueba la hipótesis.
Al formular una hipótesis, el investigador no debe conocer actualmente el resultado de una prueba o que ésta permanezca razonablemente bajo investigación continua. Sólo en tales casos el experimento, prueba o estudio aumenta potencialmente la probabilidad de mostrar la verdad de una hipótesis.: pp17, 49–50  Si el investigador ya conoce el resultado, cuenta como "consecuencia", y el investigador ya debería haberlo tenido en cuenta al formular la hipótesis. Si no se pueden evaluar las predicciones mediante la observación o la experiencia, la hipótesis debe ser puesta a prueba por otras personas que aporten observaciones. Por ejemplo, una nueva tecnología o teoría podría hacer viables los experimentos necesarios.

## Formulación de hipótesis

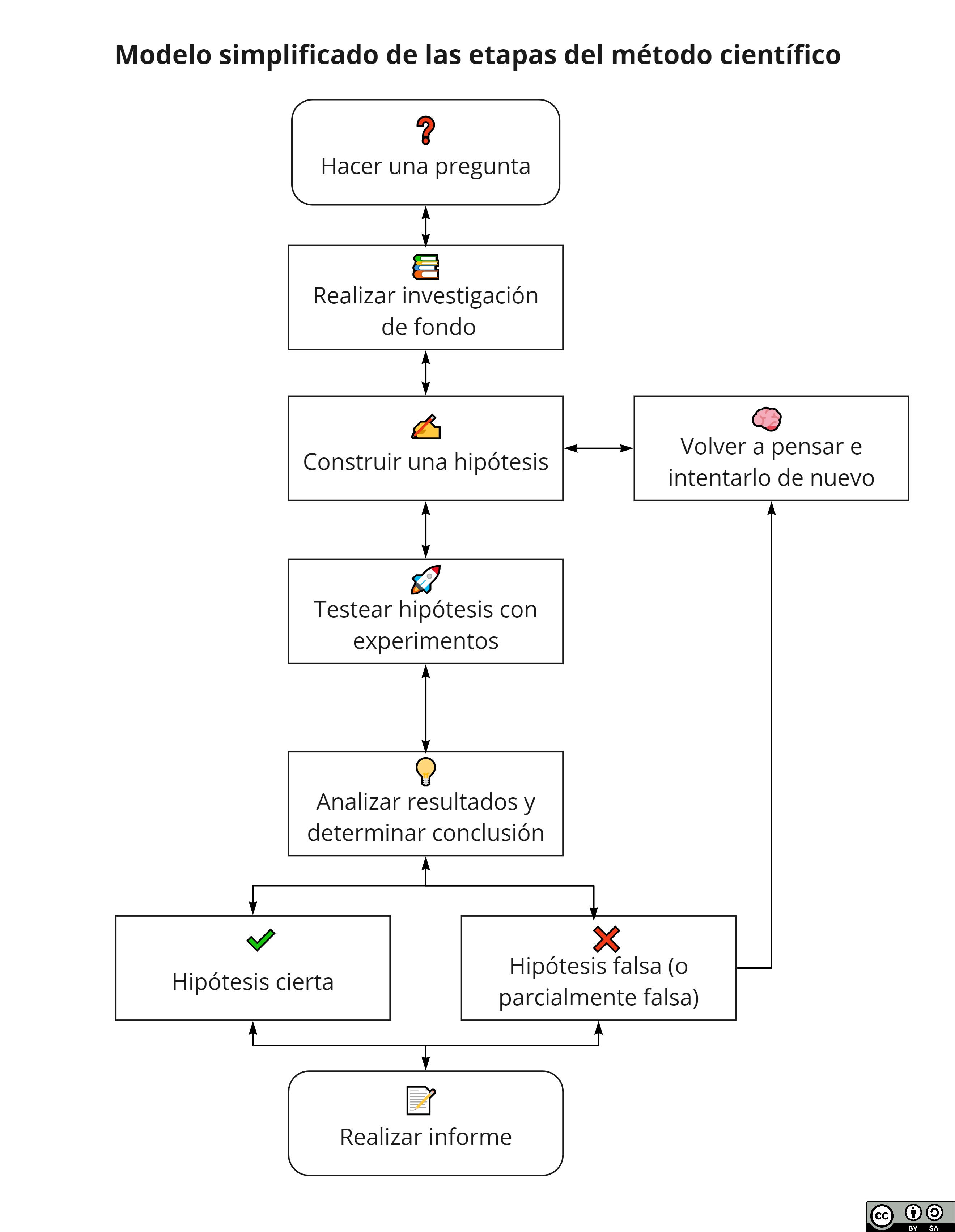
La hipótesis es un enunciado que tiene forma de proposición afirmativa. No es una pregunta.

### Forma de la hipótesis
Las hipótesis se establecen en forma de proposición afirmativa, en futuro simple o en condicional. Son enunciados en forma de suposición, de los que se cree algo es viable y veraz. Por ejemplo, las siguientes son formas correctas de hipótesis
- los gansos pueden sobrepasar volando los 85 km/h
- los gansos sobrepasarán volando los 85 km/h; o
- si un grupo de gansos escogido puede superar los 85 km/h, entonces podremos concluir que los gansos pueden sobrepasar volando los 85 km/h.

Una hipótesis no se establece en forma de pregunta, como por ejemplo: ¿pueden los gansos sobrepasar los 85 km/h volando? Esto es una forma pregunta, mas no de hipótesis.
Además, especialmente desde Karl Popper, se ha insistido en que las hipótesis formuladas deben ser falsables, es decir, deben estar formuladas de una forma clara que permita construir un experimento que potencialmente pueda corroborar o contradecir la hipótesis. Si bien, diversas críticas al falsacionismo más simplista, han señalado que la falsabilidad no es una condición suficiente, aunque generalmente necesaria.

### Pasos para formular y probar una hipótesis
Los pasos para formular una hipótesis son: reunir información, compararla, dar posibles explicaciones, escoger la explicación más probable y formular una o más hipótesis. Luego de estos pasos, se realiza un experimento en el que se confirma la hipótesis, o no. Si la hipótesis es confirmada, lo planteado como hipótesis es verdadero. Si no es confirmada, la hipótesis es entonces falsa y en este caso se puede formular una nueva hipótesis con los datos reales obtenidos. Al estar apoyada en conclusiones confirmadas como verdaderas, la nueva hipótesis tendría mayor posibilidad de ser cierta.

## Hipótesis de investigación
Una hipótesis de investigación representa un elemento fundamental en el proceso de investigación. Después de formular un problema, el investigador enuncia la hipótesis, que orientará el proceso y permitirá llegar a conclusiones concretas del proyecto que recién comienza.
Toda hipótesis constituye un juicio o proposición, una afirmación o una negación de algo. Sin embargo, es un juicio de carácter especial. Las hipótesis son proposiciones provisionales y exploratorias y, por tanto, su valor de veracidad o falsedad depende críticamente de las pruebas empíricas disponibles. En este sentido, la replicabilidad o repetibilidad de los resultados es fundamental para confirmar una hipótesis como solución de un problema.
La hipótesis de investigación es el elemento que condiciona el diseño de la investigación y responde provisionalmente al problema, verdadero motor de la investigación. Como se ha dicho, esta hipótesis es una aseveración que puede validarse estadísticamente. Una hipótesis explícita es la guía de la investigación, puesto que establece los límites, enfoca el problema y ayuda a organizar el pensamiento. 
Una hipótesis se considera explicación y por tanto toma cuerpo como elemento fundamental de una teoría científica, cuando el conocimiento existente en el área permite formular predicciones razonables acerca de la relación de dos o más elementos o variables. 
Dicha hipótesis indica el tipo de relación que se espera encontrar:
- Describe alguna o algunas propiedades de la relación entre A y B.
- El primer elemento A es la causa del segundo B.
- Cuando se presenta esto (A), entonces sucede aquello (B).
- Cuando esto sí, A, entonces aquello no, B.

Para que sea admitida como cuerpo de conocimiento científico, la hipótesis tiene que poder establecer una cuantificación determinada o una proporción matemática que permita su verificación estadística, pues el argumento meramente inductivo no es científicamente concluyente.

## Importancia de las hipótesis
Las hipótesis son el punto de enlace entre la teoría y la observación. Su importancia es que dan rumbo a la investigación al sugerir los pasos y procedimientos que deben darse en la búsqueda del conocimiento.
Cuando una hipótesis de investigación ha sido bien elaborada, y en ella se observa claramente la relación o vínculo entre dos o más variables, es factible que el investigador pueda:
- Elaborar el objetivo, o conjunto de objetivos, que desea alcanzar en el desarrollo de la investigación.
- Seleccionar el tipo de diseño de investigación factible con el problema planteado.
- Seleccionar el método, los instrumentos y las técnicas de investigación acordes con el problema que se desea resolver.
- Seleccionar los recursos, tanto humanos como materiales, que se emplearán para llevar a feliz término la investigación planteada.

## Características de las hipótesis
- Deben referirse a una situación real o realizable, no a una situación que no puede ocurrir bajo un cierto estado de hechos.
- Las variables de la hipótesis tienen que ser comprensibles, estar bien definidas y ser lo más concretas posible.
- La relación entre variables propuesta por una hipótesis debe ser clara y verosímil.
- Los términos de la hipótesis y la relación planteada entre ellos, deben poder ser observados y medidos.
- Las hipótesis deben estar relacionadas con técnicas disponibles para probarlas.

Asimismo, cada tipo de hipótesis tiene sus características extra.
- Las hipótesis descriptivas del valor de variables que se van a observar en un contexto.
- Las hipótesis correlacionales especifican las relaciones entre dos o más variables y el orden de éstas no es importante. Pueden alcanzar un nivel predictivo y parcialmente explicativo.

## Hipótesis en estadística inferencial
En un trabajo de investigación generalmente se plantean dos hipótesis mutuamente excluyentes: la hipótesis nula o hipótesis de nulidad ({\displaystyle H_{0}\,}) y la hipótesis de investigación ({\displaystyle H_{i}\,}). La hipótesis de investigación es una afirmación especial cuya validez se pretende demostrar, y si las pruebas empíricas no apoyan decididamente la hipótesis de investigación, entonces se aceptará la hipótesis nula, abandonándose la hipótesis de investigación.
En algunos casos es posible plantear hipótesis alternas o hipótesis alternativas. El análisis estadístico de los datos servirá para determinar si se puede o no aceptar {\displaystyle H_{i}\,}. Cuando se rechaza {\displaystyle H_{0}\,}, significa que el factor estudiado ha influido significativamente en los resultados y es información relevante para apoyar la hipótesis de investigación {\displaystyle H_{i}\,} planteada. Plantear hipótesis de investigación que no sea excluyente con {\displaystyle H_{0}\,} supondría una aplicación incorrecta del razonamiento estadístico.

### Identificación de las variables
Algunas hipótesis involucran variables cuantitativas que pueden poseer una relación causal establecida. En ocasiones el investigador tendrá control o capacidad de observación sobre unas variables y sobre otras no, en estas dimensiones las variables involucradas pueden clasificarse en:
- Variable independiente: valor real dado a una hipótesis en relación con la causa.
- Variable dependiente: valor real que se refiere al efecto, mas no a la causa.
- Variable interviniente: aquella que no se refiere a factores de causa o efecto, pero que modifican las condiciones del problema investigado.

### Ejemplos
En esta sección se proponen algunos ejemplos de las diferentes tipologías de hipótesis que se pueden hacer:
- Hipótesis de investigación: La computadora con regulador trabaja 100% del tiempo sin fallar. La computadora que se utiliza sin regulador solamente trabaja 80% del tiempo sin fallar.
- Hipótesis no direccional: Existe una diferencia entre el nivel de ansiedad de los niños con un coeficiente intelectual alto y aquellos con un coeficiente bajo.
- Hipótesis direccional: Los niños con coeficientes intelectuales altos tendrán un nivel de ansiedad mayor que los niños con coeficientes intelectuales bajos.
- Hipótesis nula: No existe diferencia en los niveles de ansiedad entre niños con coeficientes intelectuales altos y aquellos que tienen coeficientes intelectuales bajos.

## Tipos de hipótesis
- Según su alcance: singulares (se refieren a un hecho singular, concreto) o generales (versan sobre hechos que se repiten sistemáticamente). Dentro de esta últimas: Universales (por ejemplo, todos los reptiles tienen sangre fría) o probabilistas (no llegan al grado universal, por lo que aparecen bajo formulaciones como la mayoría, %, etc.)
- Por su origen: Inductivas (se descubren secuencias y se confía en ellas; la inducción es circular: se basa en que todos los casos que no hemos visto serán iguales; es decir, se basa en cierta regularidad del orden de la naturaleza), deductivas (deducciones de otras hipótesis), por analogía (surgen a modo de metáfora, por el trasvase de hipótesis de unas disciplinas a otras, como es el caso del darwinismo social y económico o del mecanicismo –leyes de la mecánica adaptadas a la naturaleza–), Ad Hoc (para justificar fallos de otras), o por intuición.
- Por su profundidad: Fenomenológicas (no buscan explicaciones de fondo, sino que se quedan en la observación de fenómenos: caja negra) o representacionales (pertenecen a un nivel más explicativo: caja traslúcida)
- Por su nivel natural: Sociológicas, biológicas, psicológicas, físico-químicas, de varios niveles, etc.
- Por su fundamento: Empíricas (tienen a su base datos empíricos que le dan cierta consistencia, pero no el soporte teórico de otras hipótesis o teorías), teóricas (o plausibles, porque no tienen base empírica sino el apoyo de otras teorías) o convalidadas (esto no quiere decir comprobadas, pues si lo estuvieran ya no serían hipótesis).
- Por su finalidad: Se pueden formular hipótesis descriptivas, o, hipótesis explicativas, lo cual dependera, en gran medida, de lo que espera el investigador obtener.[17]